# شیوه‌های پردازش
رایانه‌ها به شیوه‌های مختلفی اطلاعات را پردازش می‌کنند. شیوه‌های پردازش اطلاعات را می‌توان به پردازش ترتیبی، پردازش موازی، پردازش محاوره‌ای، پردازش دسته‌ای، پردازش بی‌درنگ و پردازش به روش اشتراک زمانی طبقه‌بندی کرد.

## پردازش ترتیبی
این نوع پردازش که روش معمولی پردازش در رایانه هاست، بر اساس معماری ترتیبی می‌باشد و پردازش دستورات به وسیلهٔ یک ریزپزدازنده صورت می‌گیرد؛ به این ترتیب که دستورات، یکی پس از دیگری اجرا می‌شوند. کامپیوترهای شخصی عموماً از روش پردازش ترتیبی و موازی مجازی استفاده می‌کنند.

## پردازش موازی
در روش‌های نوین، طراحی بر اساس معماری موازی است که در آن هر برنامه به چند قسمت تقسیم می‌شود و قسمت‌ها به‌طور هم‌زمان توسط چند پردازنده پردازش می‌شوند. به پردازش با استفاده از چند پردازنده به‌طور هم‌زمان در یک سیستم کامپیوتری، پردازش موازی گفته می‌شود.

## پردازش محاوره‌ای
ممکن است لازم باشد که پردازش بلافاصله پس از ورود داده‌های به کامپیوتر شروع شود و نتایج خروجی هم به سرعت تولید شود و نوعی پرسش و پاسخ بین کامپیوتر و کاربر صورت بگیرد؛ به عنوان مثال، در سیستم بانکی وقتی مشتری می‌خواهد مبلغی را به حساب خود واریز کند، تحویلدار بانک در پاسخ به پرسش نشان داده شده روی صفحه، شماره حساب مشتری و مبلغ را وارد می‌کند. سیستم بلافاصله سابقهٔ حساب پس‌انداز مشتری را در پروندهٔ حساب‌های پس‌انداز پید می‌کند و موجودی را به روز می‌کند. این روش پردازش، پردازش محاوره‌ای نامیده می‌شود.

## پردازش دسته‌ای
در کاربردهایی که نیاز به پردازش بلافاصله ندارند (مانند سیستم محاسبهٔ هزینهٔ مصرف آب و برق) از روش پردازش دسته‌ای استفاده می‌شود. در این روش، داده‌ها جمع‌آوری می‌شوند و قبل از پردازش در یک گروه یا دسته قرار می‌گیرند، سپس در یک زمان وارد کامپیوتر می‌شوند و پردازش می‌شوند.
امروزه برای کاربردهایی که به پاسخ فوری نیاز دارند، پردازش محاوره‌ای جایگزین پردازش دسته‌ای شده‌است.

## پردازش بی‌درنگ
واژه بی‌درنگ بیانگر یک پردازش محاوره‌ای است که در آن با محدودیت‌های شدید زمانی مواجه هستیم. در این نوع پردازش، تغییرات ورودی باید سریعاً به رایانه وارد شود تا در تصمیم‌گیری مفید واقع شود. در سیستم‌هایی که مبتنی بر پردازش بی‌درنگ هستند از خطوط ارتباطی با سرعت بالا که مستقیماً با یک یا چند پردازنده در ارتباط هستند، استفاده می‌شود. در این روش داده‌ها در هر دقیقه به روز می‌شوند و با دستیابی به سابقه‌ها، در کسری از ثانیه به پرس و جوی دریافتی، پاسخ داده می‌شود.
سیستم‌های ذخیره جا در هواپیما یا هتل و همچنین سیستم‌های کنترل ترافیک هوایی نمونه‌های از سیستم‌های بی‌درنگ هستند.

## پردازش اشتراک زمانی
در پردازش اشتراک زمانی، زمان CPU بین تعدادی کاربر هم‌زمان تقسیم می‌شود؛ به این صورت که در یک بازهٔ زمانی بسیار کوتاه، عمل پردازش برای یک کاربر صورت می‌گیرد. در ادامه، پردازش برای این کاربر قطع شده و CPU در اختیار شخص دیگری قرار می‌گیرد و این چرخه ادامه پیدا می‌کند. البته زمان این بازه به قدری کوتاه است که هر کاربر احساس می‌کند که کل زمان CPU در اختیار وی است.
پردازش اشتراک زمانی می‌تواند درون یک رایانه و بین برنامه‌هایی باشد که در حال اجرا هستند، به این ترتیب که زمان CPU به صورت متوالی و در بازه‌های زمانی بسیار کوتاه در اختیار برنامه‌ها قرار می‌گیرد که به آن پردازش موازی مجازی می‌گویند.